# Vittaryds socken
Vittaryds socken i Småland ingick i Sunnerbo härad i Finnveden, ingår sedan 1971 i Ljungby kommun och motsvarar från 2016 Vittaryds distrikt i Kronobergs län.
Socknens areal är 60,30 kvadratkilometer, varav land 56,59. År 2000 fanns här 550 invånare. Tätorten  Vittaryd med sockenkyrkan Vittaryds kyrka ligger i socknen. 

## Administrativ historik
Vittaryds socken har medeltida ursprung.
Vid kommunreformen 1862 övergick socknens ansvar för de kyrkliga frågorna till Vittaryds församling och för de borgerliga frågorna till Vittaryds landskommun. Denna senare inkorporerades 1952 i Berga landskommun som 1971 uppgick i Ljungby kommun. Församlingen uppgick 2025 i Dörarp-Vittaryds församling.
1 januari 2016 inrättades distriktet Vittaryd, med samma omfattning som församlingen hade 1999/2000. 
Socknen har tillhört samma fögderier och domsagor som Sunnerbo härad. De indelta soldaterna tillhörde Kronobergs regemente, Norra Sunnerbo och Ljungby kompanier.

## Geografi
Vittaryds socken ligger mellan Ljungby och Värnamo och öster om Bolmen och sydväst om Vidöstern. Socknen är en skogsbygd, rik på mossar.

### Byar
- Kyrkby är Vittaryd.
- Feringe, komministerboställe.[6]
- Gylteboda
- Hult
- Jonsboda, vid Bolmen.
- Köp, by med kvarn vid den lilla Köpsjön.[6]
- Lindhult, by nära Bolmen.
- Simarp
- Stegaryd
- Ubbeboda
- Varö
- Åbjörnaboda

### Gårdar
- Erikstad, Gammalt gods vid sydvästra ändan av sjön Vidöstern.[6]
- Gökaboda.
- Nygård
- Vret, gård som i slutet av 1800-talet var under Erikstad.[6]

## Fornminnen
En hällkista från stenåldern, några gravrösen från bronsåldern och flera fynd från de åtta järnåldersgravfält som finns här. Vid Johanneshus finns en labyrint och vid Erikstad finns en av två runristningar i socknen.

## Namnet
Namnet (1389 Hwitarör, 1399 Hvitarydh), från kyrkbyn, har ett förled som antingen är ett mansnamn Hvite eller färgen vit. Efterledet är rör, möjligen syftande på labyrinten vid kyrkan och ryd, röjning.

### Fotnoter
1. 1 2 3  Svensk Uppslagsbok Vittaryds socken
2. 1 2  Harlén, Hans; Harlén Eivy (2003). Sverige från A till Ö: geografisk-historisk uppslagsbok. Stockholm: Kommentus. Libris 9337075. ISBN 91-7345-139-8
3. ↑  Administrativ historik för Dörarp socken (Klicka på församlingsposten). Källa: Nationella arkivdatabasen, Riksarkivet.
4. 1 2  Sjögren, Otto (1931). Sverige geografisk beskrivning del 2 Östergötlands, Jönköpings, Kronobergs, Kalmar och Gotlands län. Stockholm: Wahlström & Widstrand. Libris 9939
5. 1 2 3  Nationalencyklopedin
6. 1 2 3 4  Rosenberg - Geografiskt lexikon över Sverige, svar.ra.se Arkiverad 26 oktober 2007 hämtat från the Wayback Machine.
7. ↑  Fornlämningar, Statens historiska museum: Vittaryds socken
8. ↑  Fornminnesregistret, Riksantikvarieämbetet: Vittaryds socken Fornminnen i socknen erhålls på kartan genom att skriva in sockennamn (utan "socken") i "Ange geografiskt område"